# Dark Moor (album)
Dark Moor četvrti je studijski album španjolskog simfonijskog metal sastava Dark Moor. Objavljen je 24. studenog 2003. godine, a objavila ga je diskografska kuća Arise Records. Zbog glazbenih razlika, Elisa Martin, Albert Maroto i Jorge Saez napustili su sastav, dok su Enrik Garcia i Anan Kaddouri ostali u sastavu. 
Debitantski je album pjevača Alfreda Romera, bubnjara Andyja C. i gitarista Josea Garridoa.

## Popis pjesama
| 1.    | »A Life for Revenge«                 | 5:48 |
| 2.    | »Eternity«                           | 4:23 |
| 3.    | »The Bane of Daninsky, the Werewolf« | 5:30 |
| 4.    | »Philip, the Second«                 | 6:45 |
| 5.    | »From Hell«                          | 3:51 |
| 6.    | »Cyrano of Bergerac«                 | 7:41 |
| 7.    | »Overture (Attila)« (instrumental)   | 2:48 |
| 8.    | »Wind like Stroke (Attila)«          | 5:16 |
| 9.    | »Return for Love (Attila)«           | 4:19 |
| 10.   | »Amore venio (Attila)«               | 0:55 |
| 11.   | »The Ghost Sword (Attila)«           | 4:53 |
| 12.   | »The Dark Moor«                      | 8:36 |
| 64:50 |                                      |      |

## Zasluge
Dark Moor
- Alfred Romero – vokali
- Enrik García – gitara
- José Garrido – fitara
- Anan Kaddouri – bas-gitara
- Andy C. – bubnjevi

Dodatni glazbenici
- Beatriz Albert – vokali (sopran) (na pjesmama 6, 10, 12)

Ostalo osoblje
- Luigi Stefanini – produciranje, inženjering, miksanje
- Mika Jussila - mastering
- Diana Alvarez - omot albuma